# Protaetia kuehbandneri
Protaetia kuehbandneri är en skalbaggsart som beskrevs av Miksic 1983. Protaetia kuehbandneri ingår i släktet Protaetia och familjen Cetoniidae. Inga underarter finns listade i Catalogue of Life.